# Huamachi (häradshuvudort i Kina, Ningxia Huizu Zizhiqu, lat 37,79, long 107,40)
Huamachi (kinesiska: 花马池, 盐池县) är en häradshuvudort i Kina. Den ligger i den autonoma regionen Ningxia, i den nordvästra delen av landet, omkring 120 kilometer sydost om regionhuvudstaden Yinchuan. Antalet invånare är 146 560. Befolkningen består av 70 586 kvinnor och 75 974 män. Barn under 15 år utgör 21,0 %, vuxna 15-64 år 72 %, och äldre över 65 år 6,0 %.
Runt Huamachi är det ganska glesbefolkat, med 42 invånare per kvadratkilometer. Det finns inga andra samhällen i närheten. Trakten runt Huamachi består i huvudsak av gräsmarker.
Genomsnittlig årsnederbörd är 368 millimeter. Den regnigaste månaden är juli, med i genomsnitt 92 mm nederbörd, och den torraste är december, med 1 mm nederbörd.